# قرار مجلس الأمن التابع للأمم المتحدة رقم 1522
قرار مجلس الأمن الدولي رقم 1522، المتخذ بالإجماع في 15 كانون الثاني / يناير 2004، بعد الإشارة إلى جميع القرارات السابقة بشأن الحالة في جمهورية الكونغو الديمقراطية، رحب المجلس بالجهود المبذولة لإنشاء أول لواء متكامل وموحد في كيسنغاني كخطوة نحو تشكيل الجيش الوطني. وكان أول قرار لمجلس الأمن يتخذ في عام 2004.
وقد شجع مجلس الأمن التقدم المحرز في عملية السلام في الكونغو، واعتبر أن إصلاح قطاع الأمن، وإعادة هيكلة القوات المسلحة وإدماجها، وإنشاء شرطة وطنية في جمهورية الكونغو الديمقراطية أمر أساسي لتحقيق النجاح من عملية الانتقال. وأعاد تأكيد مسؤولية حكومة الوحدة الوطنية والانتقال ورحب بإنشاء قيادة عليا.
ورحب القرار بالخطوات الرامية إلى إنشاء لواء متكامل وموحد في كيسنغاني كجزء من التشكيل الشامل للجيش الوطني الكونغولي. منذ أن كانت الحكومة قائمة، فإن مطالب نزع السلاح في كيسنغاني الواردة في القرار 1304 (2000) لن تنطبق على القوات المعاد هيكلتها والمتكاملة. وحثت الحكومة على اتخاذ الإجراءات المناسبة لإعادة هيكلة ودمج القوات المسلحة في البلاد وطُلب من المجتمع الدولي المساعدة في هذا الصدد.

## روابط خارجية
- نص القرار في undocs.org